# The Last Campfire
The Last Campfire est un jeu vidéo de puzzle développé et édité par Hello Games. Il est sorti en 2020 sur iOS, Windows, PlayStation 4, Nintendo Switch et Xbox One.

## Système de jeu
The Last Campfire est un jeu de puzzle. Le joueur prend le contrôle d'une voyageuse égarée nommée Ember, qui doit résoudre diverses énigmes pour aider les âmes abandonnées qui ont perdu espoir à trouver leurs chemins. Au fur et à mesure que le joueur sauve tous les Forlorns d'une zone, de nouvelles zones seront déverrouillées,. Au fur et à mesure que le joueur progresse, il rencontre et assiste divers personnages non jouables, qui donneront à Ember de nouveaux objets pour résoudre des énigmes. Les joueurs peuvent jouer au jeu en "mode exploration", qui supprime la plupart des énigmes du jeu.

## Développement
Le jeu a été créé par une équipe de trois personnes: Steve Burgess, Chris Symonds et James Chilcott. Ils avaient tous déjà travaillé chez Frontier Developments et ont sorti LostWinds et sa suite, Winter of the Melodias. Le jeu a été largement inspiré des contes folkloriques et des livres d'histoires, y compris ceux écrits par Brian Froud. Le jeu a été développé principalement pour les appareils mobiles Apple.
Le jeu a été annoncé aux Game Awards 2018. Il est sorti sur Windows via Epic Games Store, PlayStation 4, Nintendo Switch, Xbox One et iOS via Apple Arcade le 27 août 2020.

## Accueil
Le jeu a reçu des critiques généralement positives lors de sa sortie, selon l'agrégateur de critiques Metacritic.    